# Norma Barbolini
Norma Barbolini (Sassuolo, 3 marzo 1922 – Modena, 14 aprile 1993) è stata una partigiana italiana, di grande importanza per la Resistenza in Emilia.

## Biografia
Frequentò la scuola elementare a Sassuolo e, alla morte del padre, per necessità economiche iniziò a lavorare come operaia ceramista. Nell'ottobre 1941 partecipò ad uno sciopero nella fabbrica dove lavorava (Ceramica Marazzi) per protestare contro le razioni di cibo ritenute insufficienti e, a causa di ciò, venne licenziata.
Quando, il 7 novembre 1943, il fratello Giuseppe Barbolini si unì alla Resistenza in montagna con altri partigiani, lei lo seguì e partecipò alla Resistenza prima come staffetta poi come partigiana combattente. Nel 1944, durante uno scontro con i nazifascisti a Cerré Sologno, Giuseppe Barbolini rimase ferito e lei lo sostituì nel comando della I Divisione Partigiana  "Ciro Menotti" (detta Brigata Barbolini) portando a termine la battaglia con successo. Su lei e suo fratello pendeva una taglia di 400.000 lire. 
Nel dopoguerra tornò al suo lavoro in fabbrica. Per il suo impegno nella Resistenza le fu riconosciuto il grado di capitano dell'esercito italiano e ricevette la medaglia d'argento al valor militare. Nel 1946 diventò assessore del comune di Sassuolo. È stata iscritta al Partito comunista italiano.
Trasferitasi a Modena, fece parte del Comitato provinciale dell'ANPI, partecipò attivamente all'Unione Donne Italiane e divenne funzionaria del Sindacato provinciale e nazionale ceramisti, affiliato alla Cgil.
Una sua intervista è disponibile all'interno del film documentario La donna nella Resistenza di Liliana Cavani del 1965.

## Onorificenze

### Riconoscimenti
Le è stato intitolato un parco a Sassuolo.

## Opere
- Norma Barbolini, Donne montanare. Racconti di antifascismo e Resistenza, Modena, Ed. Cooptip, 1985.